# Papier de tournesol

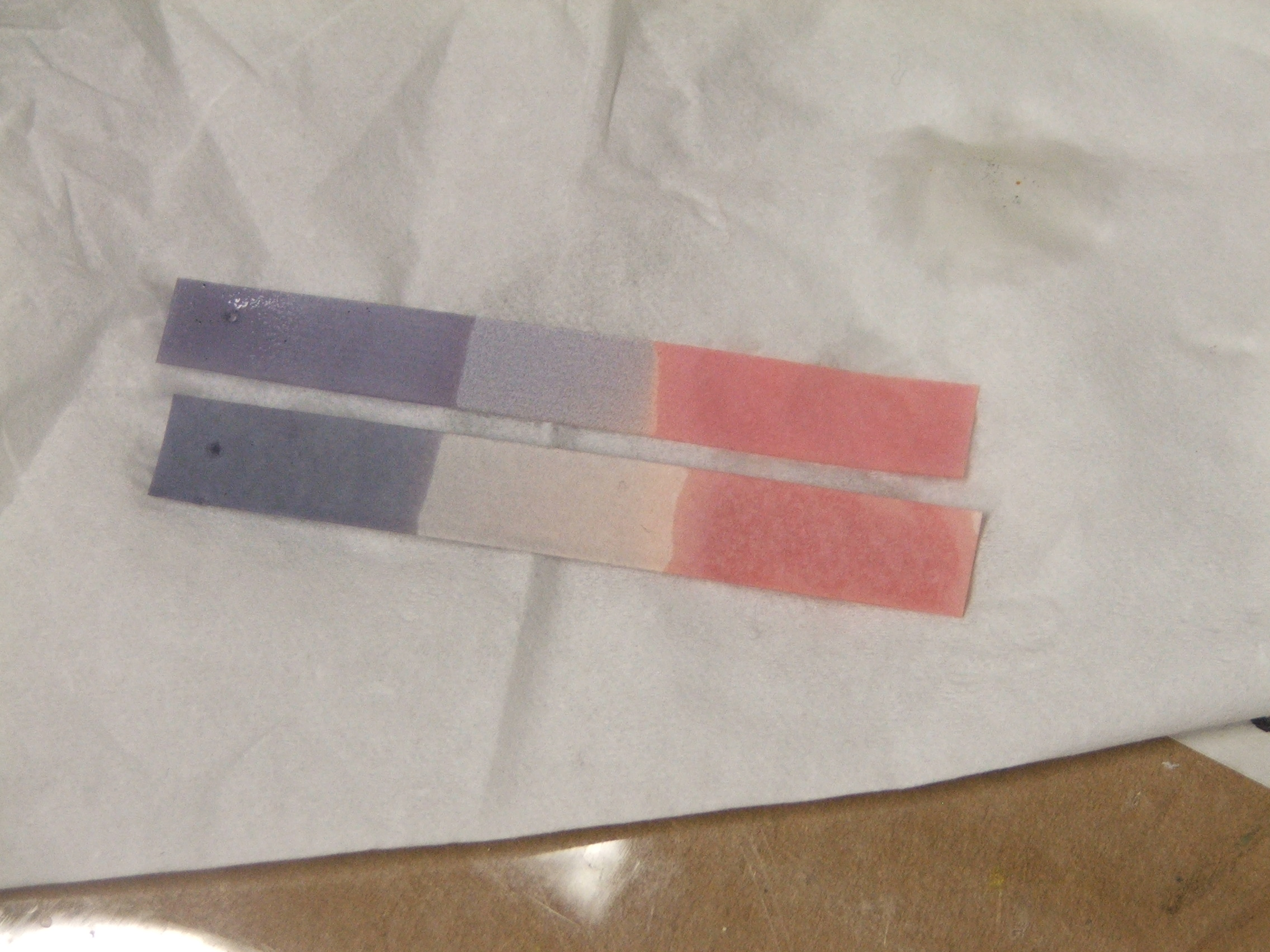
Papier tournesol en cours d'utilisation

Le papier de tournesol sert à déterminer si une solution est acide ou basique. Il devient rouge au contact d'un acide et bleu au contact d'une base. La teinture de tournesol qui l'imprègne aurait été utilisée pour la première fois vers 1300 par l'alchimiste catalan Arnaud de Villeneuve qui l'extrait à partir d'une plante tinctoriale, le tournesol des teinturiers, d'où son nom. L'extraction de la teinture à partir de la poudre de certains lichens commença au XVIe siècle, surtout chez les Hollandais. Le papier pH est nettement plus précis.

## Constituants

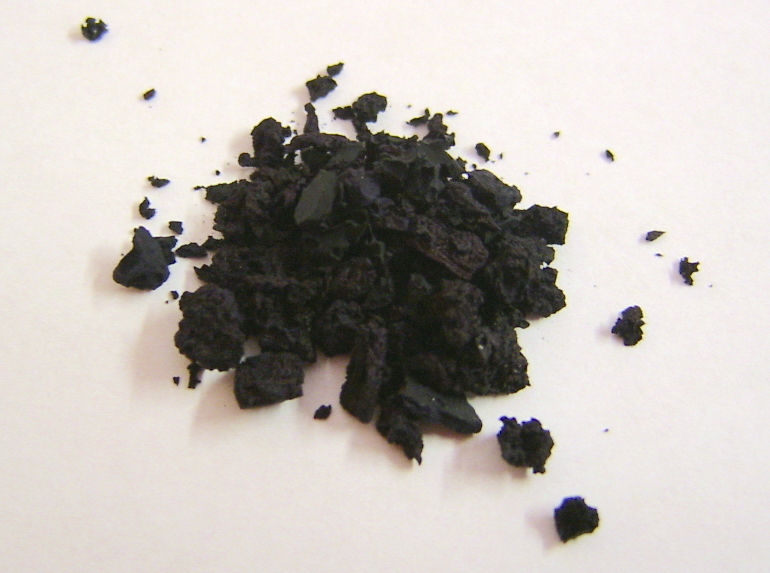
La poudre de lichen est l'ingrédient de base du « papier tournesol ».

Le papier tournesol est enduit d'un mélange de pigments solubles dans l'eau que l'on extrait aujourd'hui le plus souvent de certains lichens, en particulier l'espèce Roccella tinctoria. Le papier utilisé comme support est souvent du papier filtre ; ce papier, une fois imprégné de l'extrait de lichen, devient un indicateur de pH (c'est l'un des plus anciens), qui permet de détecter les solutions acides : le papier tournesol, en contexte neutre, est de couleur mauve ou lilas. Il vire du mauve au rouge en contexte acide, et du mauve au bleu en contexte alcalin ou basique : le virage se produit sur une plage de pH comprise entre 4,5 et 8,3 (à 25 °C). Cette réaction chromatique est réversible.
L'extrait de lichen contient de 10 à 15 pigments différents (les principaux sont l'Erythroléine (ou Erythrolitmine), l'azolitmine, la spaniolitmine, la leucoorcéine et la leucazolitmine). L'azolitmine, tirée du tournesol, possède pratiquement les mêmes propriétés que la poudre de lichen.
Le papier tournesol peut être également préparé à partir de Chrozophora tinctoria (L.) A. Juss.

## Ressources naturelles
Les pigments spécifiques du papier tournesol peuvent être obtenus à partir de différentes espèces de lichens. Au XVIIe siècle, on les tirait de l'espèce Roccella tinctoria (Amérique du Sud), Roccella fuciformis (Angola et Madagascar), Roccella pygmaea (Algérie), Roccella phycopsis, Lecanora tartarea (Norvège, Suède), Variolaria dealbata, Ochrolechia parella, Parmotrema tinctorum et Parmelia. Aujourd'hui, la principale source d'approvisionnement sont les variétés Roccella montagnei (Mozambique) et Dendrographa leucophoea (Californie).

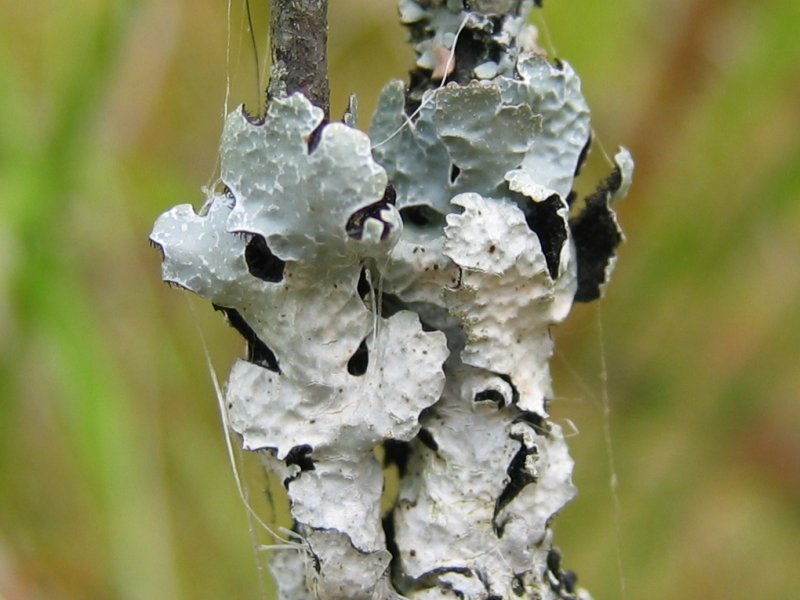
Le lichen Parmelia sulcata, présent dans la chaîne de Caroux-Espinouse, contient les pigments constitutifs du papier tournesol.

## Utilisation
Le papier tournesol permet de tester le pH de certains gaz en l'humidifiant. Le gaz se dissout dans l'eau et la réaction est visible à l'œil nu.
Acides et bases ne sont pas les seules substances à faire réagir le papier tournesol : le chlore gazeux blanchit ce papier ; mais cette réaction est irréversible.
Pour déterminer si une substance a un pH compris entre 4,5 et 8,3, il suffit de la déposer sur deux morceaux de papier tournesol, l'un bleu (préalablement mis au contact d'une base), l'autre rouge (préalablement acidifié) : la couleur de chacun des deux morceaux de papier doit demeurer inchangée.
Les réparateurs en électro-ménager recourent souvent au papier tournesol pour déterminer si la garantie est applicable : le réactif permet de détecter des traces d'humidité, révélant que l'utilisateur est en fait responsable de la panne.